# Bordell
| Bordell |
| --- |
| Bordell (J. Beuckelaer, 1562). - Betydelse — lokal där organiserad prostitution bedrivs av mer än en prostituerad - Andra ord — glädjehus, horhus - Etymologi — franskans bordell, efter borde ('litet hus av brädor') - Relaterade begrepp — hallick, prostitutionsstråk, sexköpare |

En bordell är en lokal där organiserad prostitutionsverksamhet bedrivs med mer än en prostituerad. Verksamheten är förbjuden i många länder, där koppleri och annat främjande av prostitution är förbjudet. Detta inkluderar många länder i Europa (inklusive Sverige) och nästan hela USA.
Bordeller är vanligt förekommande i bland annat Nederländerna (se även De Wallen), Tyskland och flera andra centraleuropeiska länder. Verksamheten är dock kontroversiell, liksom prostitution i övrigt och med dess förekommande sociala problem.

## Utbredning och laglighet

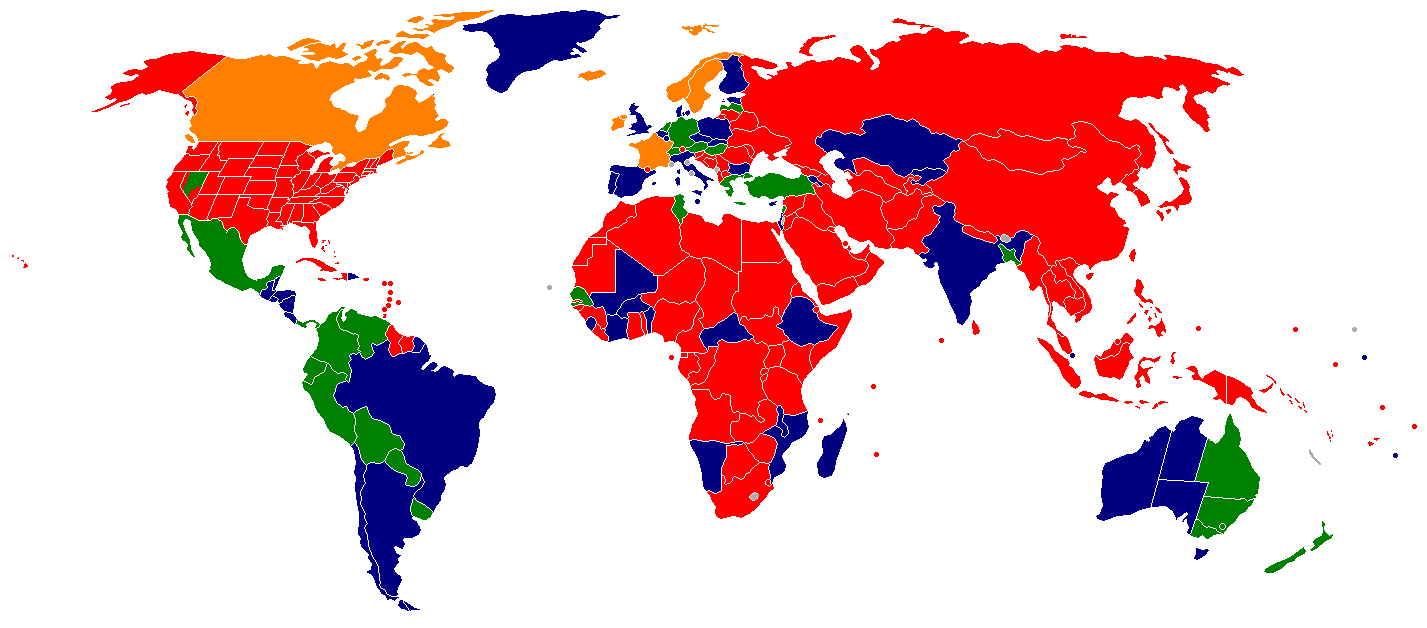
Karta över prostitutionens laglighet internationellt. Bordeller är lagliga i områden med grön eller ljusblå färg.
Prostitution laglig och reglerad
Prostitution laglig men oreglerad, koppleri olagligt
Prostitution inte straffbart, sexköp straffbart
Prostitution straffbart

Bordellverksamhet förekommer i många länder, kanske främst i länder där prostitutionen i sig är laglig. I många länder verkar prostituerade i en gråzon, där verksamheten tolereras men motarbetas av myndigheter som vill stävja de sociala problem (drogmissbruk, otrohet, människohandel) som ofta förknippas med prostitution. Detta innebär att aktiviteter som främjar prostitution ofta är olagliga (inklusive hallickar, marknadsföring av prostitution och uthyrning av lokaler för prostitution). Så är fallet bland annat i Sverige.

### Europa

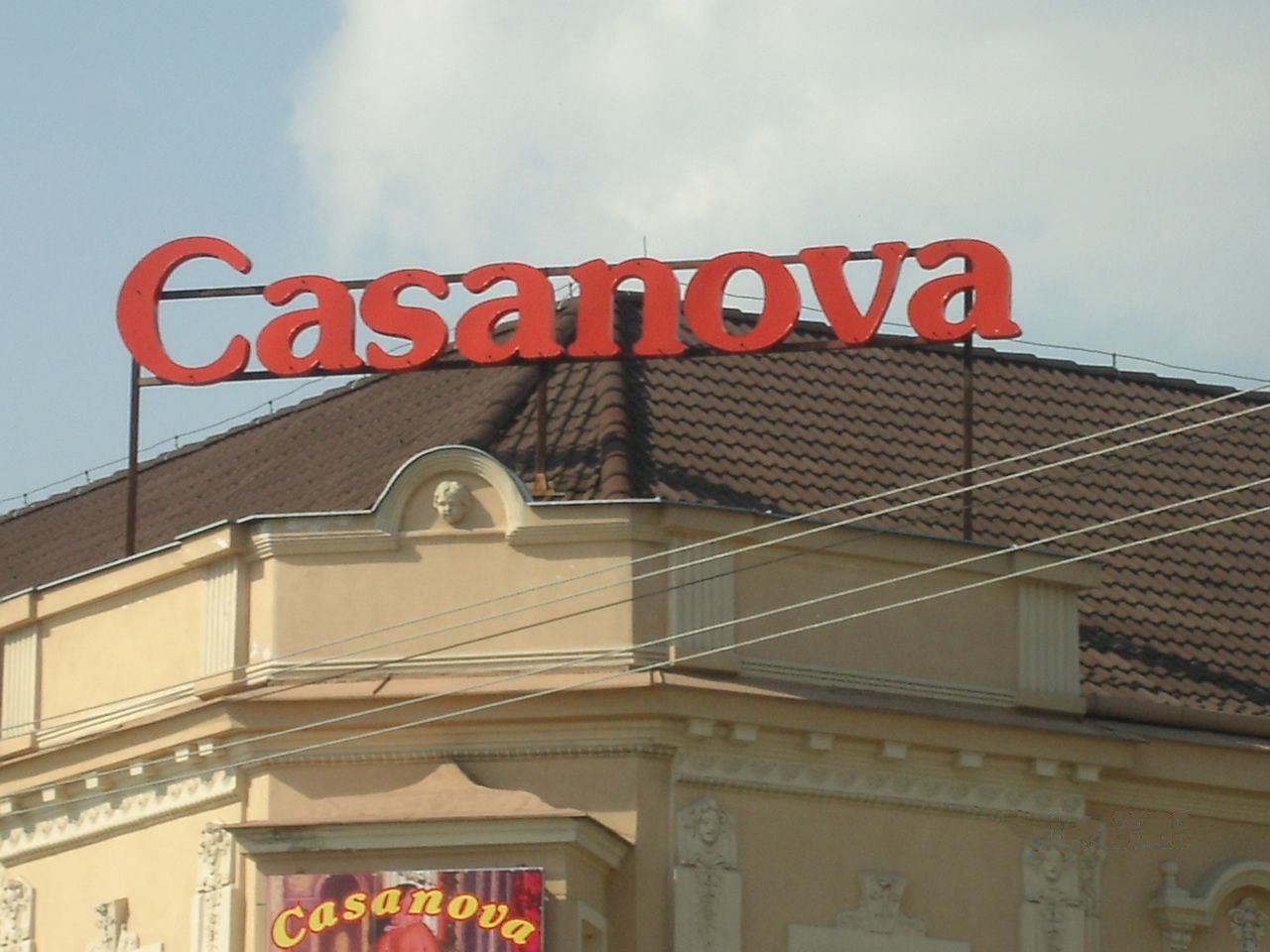
En bordell i Tjeckien, 2003. Bordeller är olagliga i landet men trots detta vanligt förekommande.

I Europa är bordeller lagliga i bland annat Tyskland, Nederländerna, Schweiz, Österrike, Ungern, Grekland och Lettland. Bordeller är en vanlig syn i delar av Tjeckien, trots att koppleri är olagligt i landet. Tjeckien omges till större delen av länder där bordeller är lagliga (Tyskland och Österrike).
Tyskland, där prostitutionen är laglig och reglerad sedan 2002, omnämns ibland som "Europas bordell". Verksamheten drar till sig prostituerade från andra europeiska länder, och 2013 beräknas två tredjedelar av de prostituterade i landet vara av utländskt ursprung. 2021 beräknades 80 procent av de 24 000 registrerade prostituerade i landet vara från andra delar av Europa – ofta Rumänien, Bulgarien eller Ungern. I landet har startats några av Europas största bordeller, inklusive Paradise i Stuttgart (del av en kedja med fem bordeller) och Pascha i Köln.
Pascha, inhyst i en 12 våningar högt hus, tvingades dock 2020 i konkurs på grund av de långvariga covid-19-restriktioner som gjorde verksamheten omöjlig. Våren 2022 öppnade dock verksamheten igen, efter ett ägarbyte och renovering av fastigheten.

### Nevada
I nästan hela USA är både prostitution och koppleri olagliga verksamheter. Gatuprostitution förekommer trots detta i åtminstone större städer. I vissa countyn i Nevada är dock koppleri lagligt, och i områdena runt Las Vegas arbetade anno 2014 cirka 500 kvinnor som prostituerade på knappt 30 bordeller.
För den prostituerade anses ofta bordellverksamhet säkrare än gatuprostition. En undersökning i Nevada antydde att 84 procent av de prostituerade på bordellerna i delstaten kände sig trygga på arbetet. På bordellen finns ägare och andra prostituerade nära, ifall problem skulle uppstå. Genom att hyra in sig på en bordell kan en del prostituerade göra sig fria från uttnyttjande av hallickar. Genomförda tester mot könssjukdomar är obligatoriskt innan en bordell i delstaten kan acceptera en ny prostituerad.
I delstaten drygar strippor och porrfilmsskådespelare ibland ut sina inkomster genom att arbeta som prostituerade.

### Övriga USA
I övriga delar av USA är både prostitution och koppleri olagligt. Däremot är "eskortservice", ett ord som inte har direkt koppling till prostitution, tillåtet i bland annat Kalifornien.
Bordeller är lagliga i flera delstater/territorier i Australien. Australiens äldsta bordell heter Questa Casa och är över 100 år gammal. Den är också en av världens äldsta bordeller. Den finns i Kalgoorlie, en gammal gruvstad, och är fortfarande aktiv nattetid. Dagtid fungerar den som ett museum.

### Övriga länder
I Bangladesh är koppleri i princip olagligt, men cirka 4 000 registrerade prostituterade i landet kan få utföra sitt arbete i något som liknar bordeller. I Libanon är både prostitution och koppleri lagligt, men inga nya licenser har utfärdats sedan 1970-talet (sedan före inbördeskriget). I Tunisen har både prostitution och koppleri varit lagligt sedan tiden som fransk koloni, men efter 2011 års tunisiska revolution har bordeller i stor mängd plundrats av islamister som motsätter sig verksamheten. Även i den tidigare franska kolonin Senegal är prostitution och koppleri lagligt, men kräver registrering. I Turkiet är bordeller lagliga, men de kräver statlig registrering. Verksamheten har fram tills nyligen varit laglig i Taiwan, men successivt har tillstånden dragits in och 2019 stängdes landets sista bordell. Kopplerilagarna i Eritrea har ändrats på senare år, så sannolikt är bordellverksamhet olagligt anno 2021.
Dessutom är verksamheten laglig i Turkiet, samt i delar av Central- och Sydamerika.

## Verksamheten

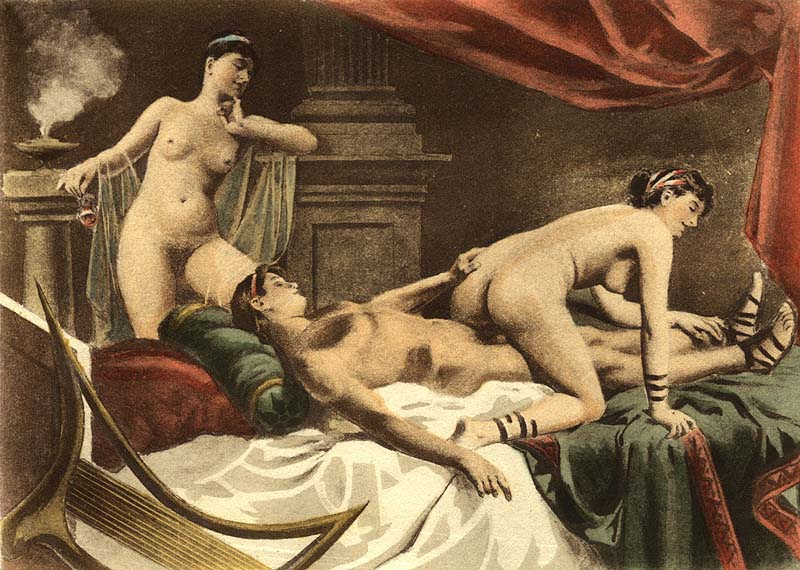
En klient med två prostituerade, illustrerad av Édouard-Henri Avril omkring år 1900.

### Kunden och säljaren
Förutom att kunden kan besöka bordellen, kan vissa bordeller dessutom bedriva eskortservice. Det innebär att den prostituerade, vanligen en kvinna, besöker kunden i hemmet, på hotellrummet eller annan överenskommen plats. De vanligaste kunderna på en bordell är män.
På exempelvis bordeller i Tyskland är det vanligt att sexsäljarna till kunden anger en ålder som kan antas vara minst tio år yngre än den verkliga. Detta är i linje med verksamhetens karaktär, där kunden delvis köper en fantasi. I marknadsföringen av tjänsterna ingår också att lyfta fram eller överdriva lusten att ha sex med kunden, något som kan tilltala kundens behov av personlig bekräftelse. En del bordeller har explicit förbud mot kvinnliga besökare/kunder.

### Öppettider
En bordell är vanligtvis verksam på kvällen eller natten, då flest kunder gör sina besök. Men det finns också bordeller som är verksamma dygnet runt, framför allt i storstäder i en del länder. Detta gäller bland annat Pascha, inhyst i ett elvavåningshus i Köln och störst i Europa.

## Etymologi och andra ord
Ordet bordell kommer av franskans bordel, av fornfranska bordel "brädhus", "liten gård", diminutiv av borde "koja".
Ett annat, mindre formellt och numera nedvärderande ord för bordell är horhus. En eufemism är ordet glädjehus (på samma sätt som en prostituerad kvinna kan kallas "glädjeflicka").